# Chiesa di San Papino Martire (Milazzo)

Lo stemma dell'ordine dei frati minori.

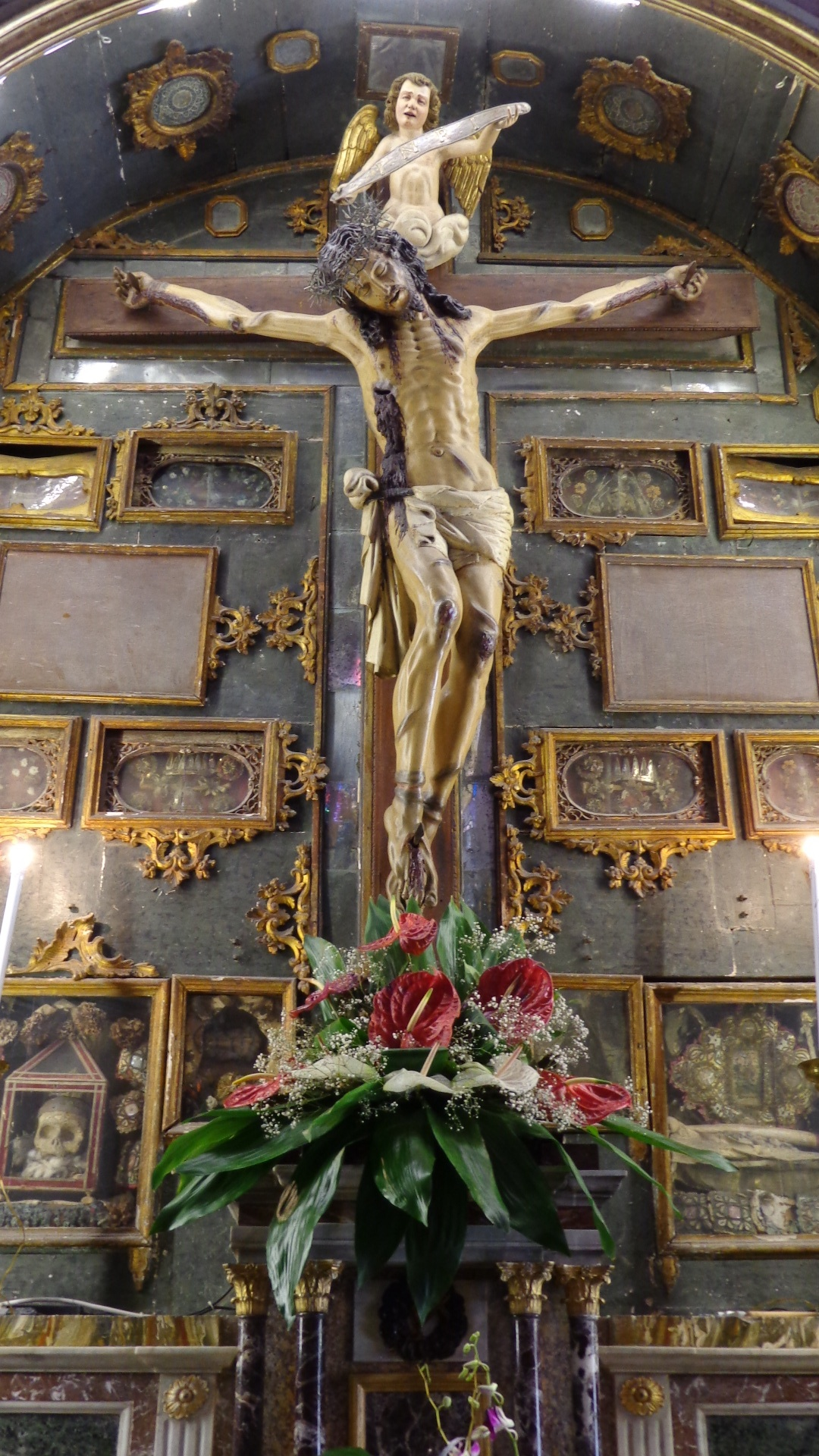
Crocifisso.

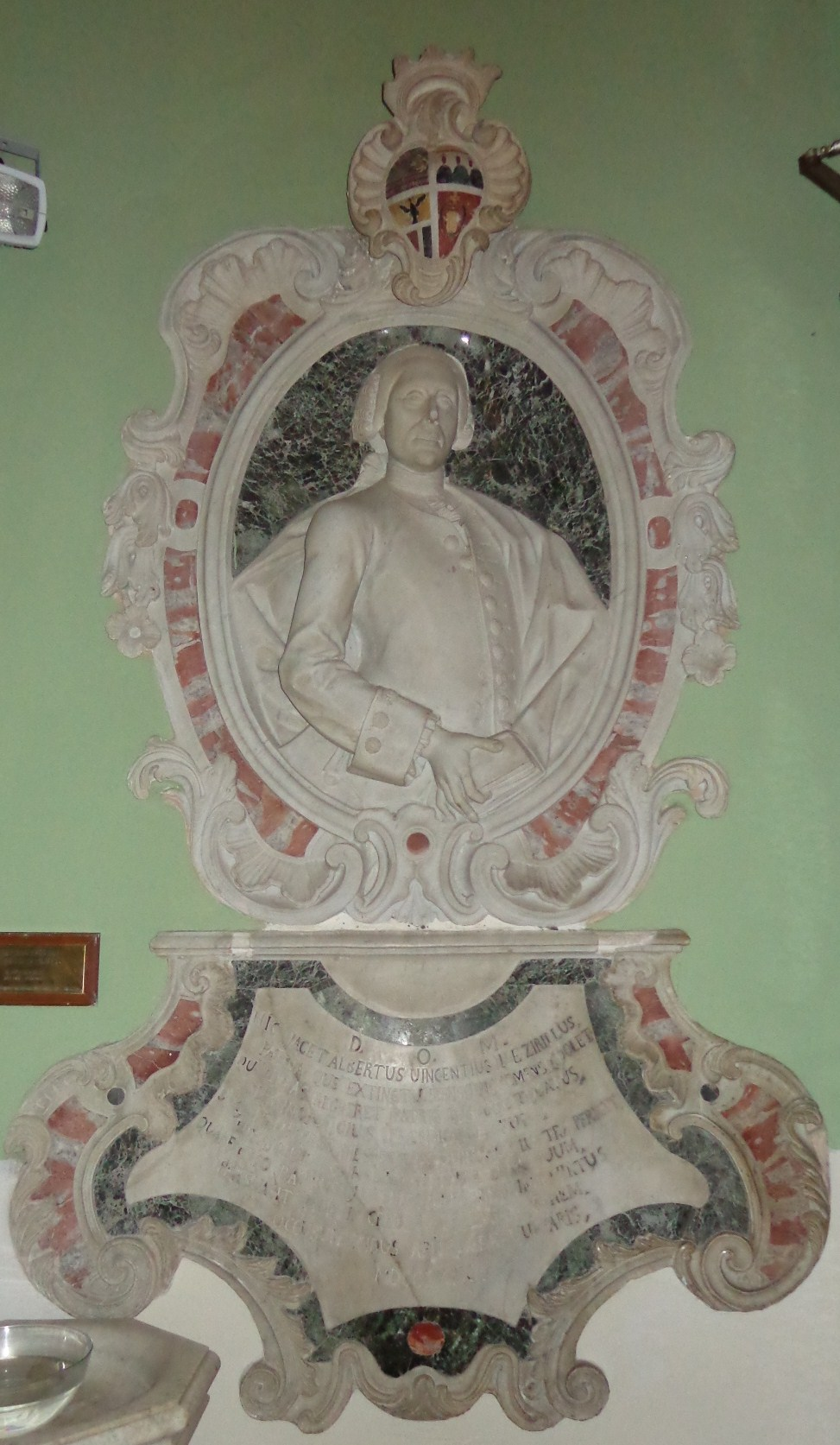
Cenotafio.

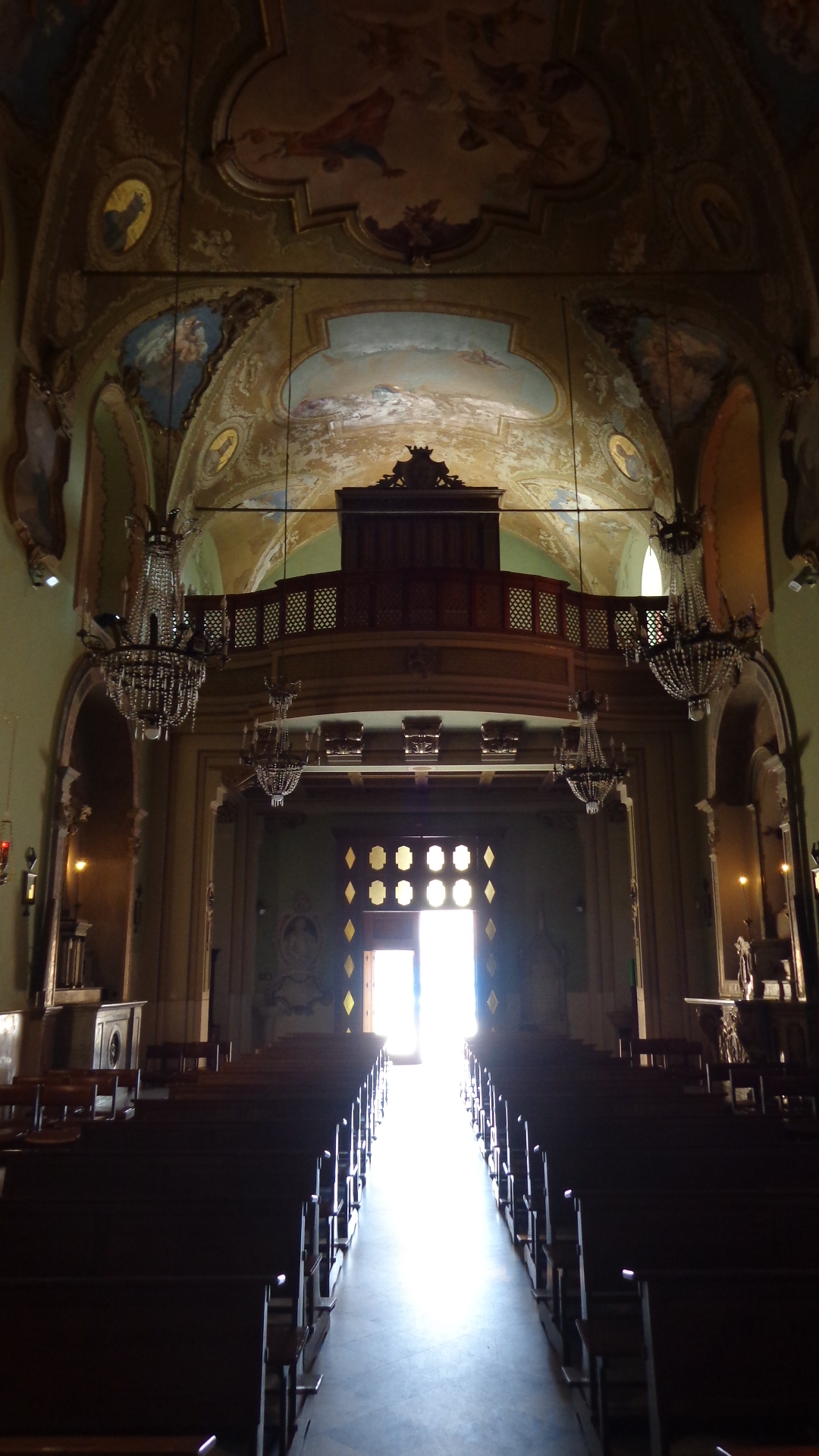
Controfacciata e cantoria.

La chiesa di San Papino è il centro religioso della Parrocchia SS. Crocifisso di Milazzo e dell'annesso convento dell'Ordine dei Frati Minori Riformati. È ubicata nella riviera di ponente e l'insieme dei manufatti costituisce uno dei più estesi complessi monumentali della città di Milazzo ai piedi del Castello e dell'omonimo Borgo. Appartiene all'arcidiocesi di Messina-Lipari-Santa Lucia del Mela, vicariato di Milazzo-Santa Lucia del Mela (sotto il patrocinio di San Francesco di Paola) arcipretura di Milazzo, Parrocchia del Santissimo Crocifisso, appartenente ai Frati Minori della Provincia Religiosa del "SS. Nome di Gesù" Sicilia.

## Storia

### Epoca romano - bizantina
«Porro Divus Pappianus Mylensis urbis Patronus habetur, magnoque cultu, anniversario festo die ad XV Kal. Julias celebratur».
Le reliquie del martire giunsero a Milazzo presso la spiaggia di Ponente, la popolazione devota fece erigere un'Ædicula per custodire le reliquie, nominandolo patrono della città. In seguito il senato milazzese fece erigere una chiesa in suo onore ove avvenne lo sbarco.
In questo quartiere in epoca bizantina è verosimilmente attestata la cattedrale di Milazzo. L'arrivo delle reliquie di San Papino, in tempi successivi il trasporto e la scoperta fortuita di quelle di Santo Stefano Protomartire, il martirio dei cristiani nel 251 - 257, le testimonianze scritte e desunte dagli archivi delle altre diocesi isolane, rafforzano e suggellano l'esistenza di una fattiva e fervente comunità religiosa, conseguentemente confermano l'esistenza della diocesi milazzese.

### Epoca rinascimentale (aragonese)
In epoca aragonese è documentata la chiesa in stile rinascimentale oggetto di riedificazione in epoca spagnola. Il tempio costituiva donazione dell'amministrazione civica, con parecchi corpi di fabbrica e aree adiacenti.

### Epoca barocca (spagnola)
L'antico tempio rinascimentale è demolito, la costruzione dell'attuale chiesa risale alla donazione risalente al 1618 fatta a padre Benigno da Genova, ministro generale dell'Ordine dei frati minori riformati.
- 1621 - 1629, il luogo di culto fu ingrandito in concomitanza con l'ampliamento del convento, i lavori furono finanziati con elemosine cittadine, lasciti e donazioni di privati. L'impianto prevedeva due soli altari: quello dedicato alla Madonna e al Crocifisso.
- Il tempio fu oggetto di bombardamenti nel corso della battaglia di Milazzo del 15 ottobre 1718 e demolizioni per successive rappresaglie alemanne che lasciarono in piedi solo una piccola parte del coro.[2]
- 1720 - 1725, l'attuale impianto della chiesa risale ai radicali lavori operati dopo i gravi danni derivanti dall'assedio spagnolo. In questo contesto furono aggiunti gli altari prossimi all'ingresso.
- 1798 15 aprile, lacrimazione del Crocifisso. Del miracolo della lacrimazione esistono documenti notarili. Il racconto dell'evento soprannaturale è riportato dall'arciprete di Milazzo, Pietro Pellegrino. La storia vuole che da tre mesi a Milazzo vi fosse siccità, per cui i fedeli si rivolsero all'Altissimo, impetrando il dono della pioggia. In tale occasione il Crocefisso miracoloso di San Papino, accordò la grazia.

### Epoca contemporanea
- 1931 - 1934, considerevoli restauri ed abbellimenti furono effettuati dall'ingegnere Giuseppe Mallandrino che conferì al prospetto l'attuale architettura ispirata alla rivisitazione eclettica del Settecento siciliano. In questo contesto furono realizzati gli altari del Sacro Cuore di Gesù e di San Francesco di Assisi.
- 1947, processione effettuata per la fine della seconda guerra mondiale.
- 1948, processione del Crocifisso nel 150º anniversario della Lacrimazione.
- 1950, processione effettuata per l'Anno Santo o Giubileo universale della Chiesa cattolica.
- 1965, elevazione della chiesa a parrocchia.
- 1994, il crollo del soffitto danneggia gli affreschi delle lunette e le decorazioni della volta.
- 1998, processione del Crocifisso nel II centenario della lacrimazione.
- 2007, processione straordinaria del Crocifisso.
- 2020, restauro conservativo dei prospetti dell’edificio finanziato dall’Assessorato Regionale alle Infrastrutture con fondi provenienti dal Patto per il Sud. Eseguiti anche interventi di manutenzione straordinaria della copertura. Nello stesso anno termina un delicato ed accurato intervento di restauro del miracoloso simulacro ligneo scolpito nel 1632 dal “frate-santo” Umile da Petralia. Il lavoro è stato finanziato dalle donazioni dei fedeli tramite iniziative curate dall'Associazione Culturale "San Martino Fest". Il Crocifisso infine non è stato ricollocato nell'altare in quanto anche quest'ultimo necessita di interventi urgenti.

## Esterno
Dirimpetto alla chiesa è collocato un basamento con colonnina in marmo sormontata da croce, il manufatto fu eretto nel 1720 al posto di una più antica croce lignea collocata nel rispetto della tradizione francescana. L'opera è stata restaurata nel 1981.
La facciata, disegnata da Giuseppe Mallandrino nel 1934, ha una struttura concava con lesene rettangolari sorrette da plinti e concluse con capitelli sui quali si sviluppano due cornici che fungono da architravi, è ad ordine unico con paraste corinzie abbinate che affiancano il sobrio portale dal timpano ad arco spezzato con epigrafe festonata intermedia, al di sopra si apre un elegante oculo ovoidale riccamente ornato. Sulla modanatura della trabeazione è presente il motto "REGI SECULORUM", chiude la prospettiva un timpano ad arco con inscritto lo stemma dell'Ordine Francescano festonato, eleganti volute di raccordo a lati e croce sommitale. Tra il portale principale e il timpano circolare vi è uno stemma a valuta, nel quale si legge l'iscrizione latina “HIC LACRYMATUS EST CHRISTUS CRUCIFIXUS. DIE 15: MENSIS APRILIS 1798”, che ricorda la miracolosa Lacrimazione del 15 Aprile 1798 del Crocifisso ligneo costruito da Fra Umile da Petralia e situato all'interno della Chiesa. Dopo i recenti restauri e abbellimenti è stata conferita al prospetto l'attuale architettura barocca. La porta lignea proviene dall'antica chiesa di Santa Maria degli Angeli di Messina, luogo di culto distrutto dal terremoto del 1908.
Nella controfacciata sulla destra è incastonata la tomba del nobile Alberto Vincenzo Zirilli (1730 - † 1769). Un medaglione reca in altorilievo l'effige del notabile, un sacro cuore coronato mostra intarsiato lo stemma della famiglia Zirilli, sotto la mensola l'epigrafe ornata da motivi barocco - rococò, opera di Giuseppe Buceti.
Nel lato sinistro è presente la stele di Tomaso Mariano D'Amico, marchese (1804 - † 1885), raffigurante un timpano ad arco gotico trilobato sorretto da colonnine binate, pinnacoli sulle estremità superiori e stemma nobiliare in rilievo nel basamento. Il vestibolo è sormontato da coro.

## Interno

### Navata
L'interno a navata unica presenta sei altari minori addossati alle pareti laterali. Quasi tutti i primitivi altari erano realizzati in legno.
Gli affreschi del soffitto sono di Salvatore Gregorietti eseguiti con la collaborazione del fratello Guido Gregorietti nel 1934. Nella volta è raffigurata l'Apoteosi di San Francesco d'Assisi, scene dalla vita del santo e medaglioni con San Bonaventura da Bagnoregio, Santa Elisabetta d'Ungheria, San Ludovico IX di Francia, Sant'Antonio di Padova, Santa Chiara e San Bernardino da Siena. Le sei lunette recano scene di angeli e motivi decorativi con putti e festoni di foggia settecentesca, quest'ultimi hanno subito danni causa crollo del soffitto del 1994. Le finestre sono arricchite da vetrate policrome opere di padre Alberto Farina.

### Parete navata destra
- Campata vestibolo: La primitiva piccola lapide posta anticamente all'esterno dell'edificio, commemora la lacrimazione del simulacro avvenuta il 15 aprile 1798, nel corso di una processione promossa per implorare la fine di una lunga siccità. Una seconda lapide commemora il primo centenario dell'evento.
- Prima campata: Altare di Sant'Antonio di Padova. Nella nicchia sulla mensa è collocata la statua di Sant'Antonio di Padova. Nel paliotto è presente un medaglione con l'effige del taumaturgo in bassorilievo.
- Seconda campata: Altare del Santissimo Crocifisso. Nella parete reliquiario è collocato il Crocifisso realizzato in legno di cipresso, pregevole opera del frate francescano Umile da Petralia, realizzato dall'artista tra il 1632 e il 1633.[3] La mirabile scultura e la cappella furono patrocinate da Onofrio Baele, barone, la sistemazione dell'altare risale al 1635. Il manufatto raccoglie le reliquie di Sant'Emiliano, San Costanzo, Santa Beatrice, Santa Corona Martire e Santa Fortunata. Durante il restauro conservativo del Crocifisso che ha permesso interventi di consolidamento strutturale della scultura e la pulitura del manufatto , è stata rimossa la parete lignea delle reliquie , che ha permesso la scoperta di un affresco seicentesco( unico dei pochissimi esempi degli affreschi superstiti dal terremoto di Messina del 1908 )  in buono stato di conservazione che è attualmente esposto con il Crocifisso . 
  - Sul pilastro è addossato il monumentale sepolcro di Caterina Patti Lucifero, baronessa, † 1750. L'epigrafe incisa su disco marmoreo contornato da motivi a foglie d'acanto è sormontata da sarcofago con figure femminili sedenti. Al centro il medaglione con l'altorilievo marmoreo raffigurante la nobildonna, in alto lo stemma coronato delle famiglie Patti - Lucifero. La realizzazione del manufatto è attribuita a Giuseppe Buceti.
- Terza campata: Altare di San Francesco d'Assisi. Nella nicchia sulla mensa è collocata la statua di San Francesco d'Assisi. Sul paliotto e riprodotto in bassorilievo lo stemma dell'Ordine dei Riformati. In origine in questo sito era collocato il pulpito ed era presente il varco d'accesso al chiostro.

### Parete navata sinistra
- Campata vestibolo: Ingresso laterale sormontato da lapide commemorante i restauri del 1934.
- Prima campata: Altare di San Pasquale Baylón. Nella nicchia sulla mensa è collocata la statua lignea di San Pasquale Baylón, opera firmata e datata da Francesco Antonio De Mari, 1750. Sul paliotto marmoreo con reggimensola è raffigurato un animato fregio a baldacchino con angeli che reggono un drappo, nel medaglione interno è raffigurato il santo in atteggiamento orante. Il manufatto è patrocinato dalla famiglia Zirilli.
- Seconda campata: Altare della Madonna della Provvidenza. Nella nicchia sulla mensa è collocata la statua in legno e cartapesta della Madonna della Provvidenza del 1723. Manufatto patrocinato dai baroni Di Blasi dopo i danni procurati dall'assedio spagnolo del 1718 - 1719. L'effige sostituisce una preesistente statua marmorea del '600.
  - Sul pilastro è addossato il monumentale sepolcro di Antonio d'Amico di Santa Dorotea (1691 - † 1774). L'epigrafe è sormontata da sarcofago arricchito da armoniose foglie d'acanto con leone che ghermisce un teschio. Sui pilastri laterali siedono due pingui putti, al centro il medaglione con l'altorilievo marmoreo raffigurante l'ieratico gentiluomo. In alto lo stemma coronato della famiglia D'Amico. La realizzazione del manufatto è attribuita a Giuseppe Buceti.
- Terza campata: Altare del Sacro Cuore di Gesù. Sebbene nel paliotto sia raffigurato il Sacro Cuore, nella nicchia sulla mensa è collocata la statua di Santa Chiara, sostituisce la preesistente icona raffigurante il Sacro Cuore di Gesù.

### Altare maggiore

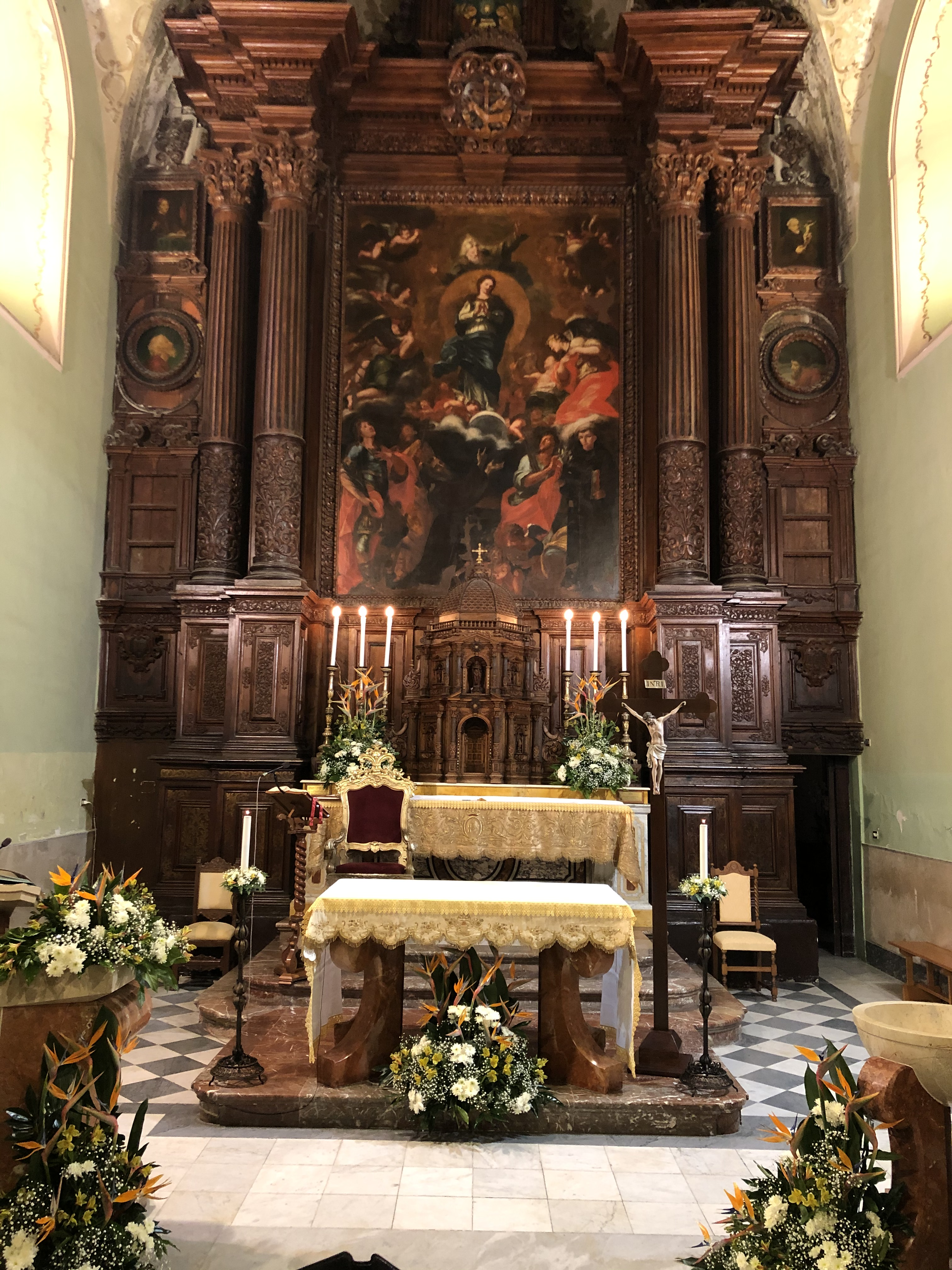
Altare Maggiore san Papino

L'arco trionfale con grande stemma in stucco centrale raffigurante l'Ordine dei frati minori riformati, delimita l'area presbiteriale. Di moderna concezione l'ambone in cornu evangelii e il fonte battesimale in cornu epistolae. L'attuale mensa versus populum sostituisce il primitivo altare ligneo.
Il baldacchino ligneo presenta tre scomparti per lato, quattro di essi ospitano le tele ad olio, d'autore ignoto, raffiguranti San Bernardino da Siena, San Pietro, San Bonaventura da Bagnoregio e San Paolo.
Due ordini di basamenti sovrapposti, recanti pannelli intagliati e intarsiati sono sovrastati da colonne binate in prospettiva convessa. Decorate nel fusto inferiore con motivi floreali e scanalate nella parte superiore, sono sormontate da capitelli corinzi che sostengono un timpano spezzato a riccioli con edicola e stemma intermedi.
All'interno della sopraelevazione è collocata la grande tela attribuita ad Onofrio Gabrieli dell'Immacolata Concezione, la Vergine è raffigurata fra San Francesco d'Assisi, Sant'Antonio da Padova, San Filippo Apostolo e San Giacomo Apostolo, San Papino Martire. Nell'iconografia quest'ultimo è rappresentato in abito da cavaliere, secondo l'agiografia spagnola del tempo, strenuo difensore della città dalle incursioni dei pirati saraceni.

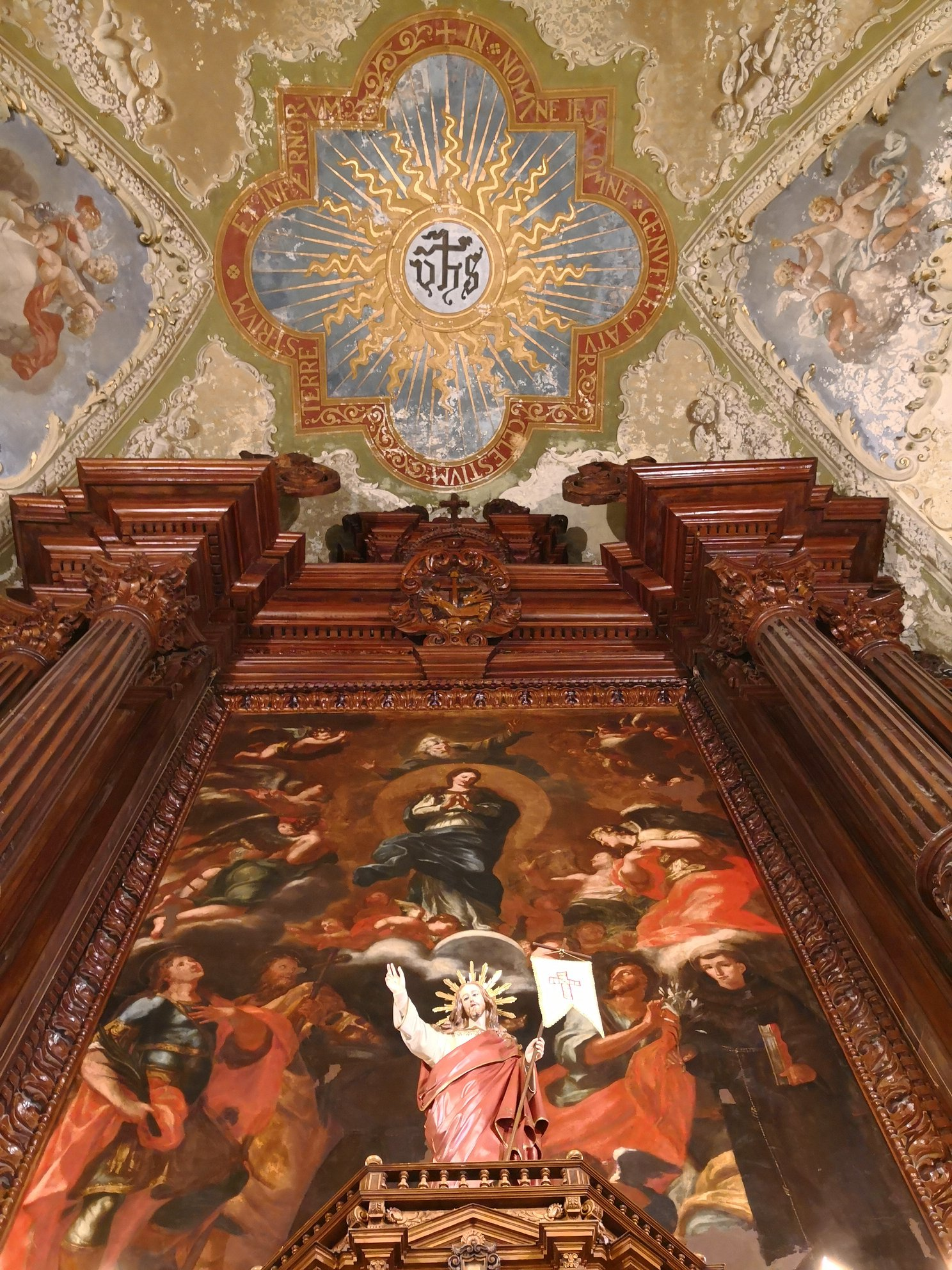
Volta del Presbiterio

Il ciborio è a due ordini con cupola a tre spicchi decorata a scaglie e sormontata da una semplice lucerna con croce. Nella cappelletta centrale, con tetto a botte intagliato a cassettoni, l'effigie della Vergine Maria, di San Pasquale Baylon, San Francesco d'Assisi, San Bonaventura da Bagnoregio e Santa Chiara. Le due opere sono dell'intagliatore dell'Ordine frate Ludovico Calascibetta da Petralia Soprana, che vi lavorò tra il 1720 e il 1724.

## Sacrestia
Al tardo ’700 risale la Madonna Addolorata in paglia e cera collocata in una vetrina. Ad imitazione della raffigurazione iconografica della tela centrale, è stato realizzato il nuovo simulacro in cartapesta di San Papino Cavaliere e Martire, opera del maestro Pietro Balsamo di Francavilla Fontana, 2011.

## Convento di San Papino
Il convento dell'Ordine dei frati minori riformati attiguo alla chiesa, annovera nel 1650 l'attiva presenza di 14 conventuali in una struttura dotata di 32 celle. Fino al '700 la struttura era proprietaria e si circondava di una vasta estensione di giardini e di orti.
Dopo l'assedio spagnolo del 1718, il complesso fu interessato da interventi ricostruttivi non documentati ma ravvisabili soprattutto nell'impianto della chiesa. Il primo piano si componeva di tredici vani, mentre il pian terreno ne contava trentanove, tra cui un ampio refettorio affrescato.
Il chiostro presenta un colonnato composto da venti colonne in arenaria di ordine tuscanico restaurato tra il 1986 e il 1987. Al suo ingresso sono presenti testimonianze d'affreschi con episodi tratti dal Vangelo e scene di storia francescana, cicli d'opere realizzati da frate Emmanuele da Como. Nell'antico refettorio un olio su tela lunettata, d'ignoto autore del tardo '600, opera restaurata nel 1993, riprende l'iconografia dell'Ultima Cena.
In seguito all'emanazione delle leggi eversive, per posizione fu verosimilmente a destinato caserma di soldati o ad opificio, od a camposanto. Espropriato nel 1868 e assegnato al comune che lo concesse ai francescani in enfiteusi nel 1910, nel 1945 fu ceduto loro in proprietà in modo definitivo.
Sede di numerosi Capitoli Provinciali dell'Ordine e di una Scuola Serafica ripristinata nel 1922 ed attiva sino agli anni '50. Tra i numerosi ospiti lo scienziato Lazzaro Spallanzani nell'ottobre 1788, viaggio che lo portò a soggiornare anche nelle strutture del convento dello stesso ordine di Lipari per le indagini geografiche e geologiche estese alle Isole Eolie.

## Festività
- "San Papino". Festa il 17 e 28 giugno.
- "SS. Crocifisso". Il Martedì dopo Pasqua ricorre la commemorazione liturgica della Lacrimazione del simulacro del SS. Crocifisso di Fra Umile da Petralia, avvenuta il 15 Aprile 1798[4] e la domenica successiva (Domenica in Albis) si svolge la processione del Reliquiario che ha asciugato le Sacre Lacrime e l'effige copia lignea.
- La processione del Crocifisso Miracoloso avviene in occasione di eventi eccezionali, giubilei e ricorrenze straordinarie.

## Galleria d'immagini

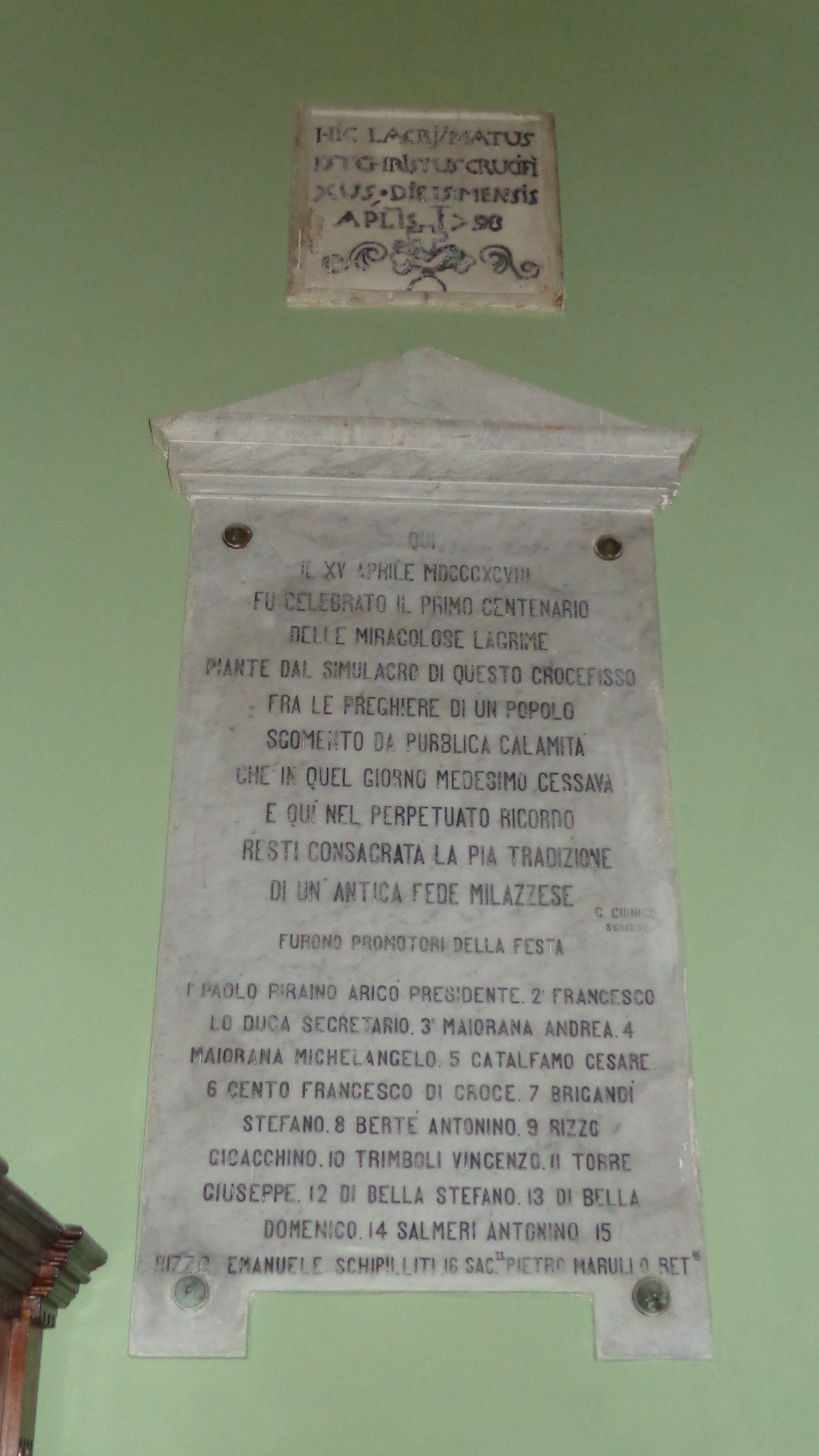
Targa
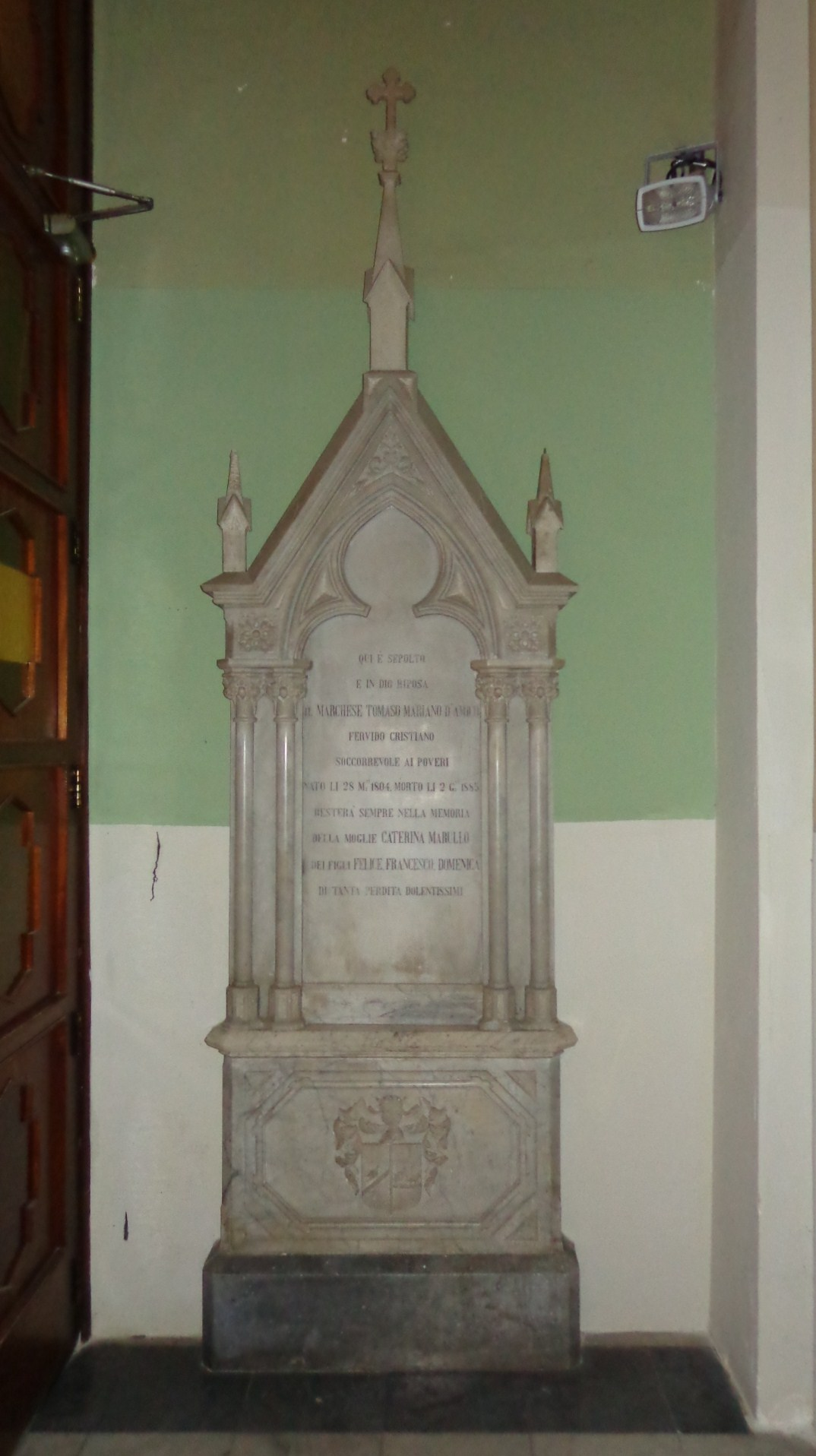
Sepolcro
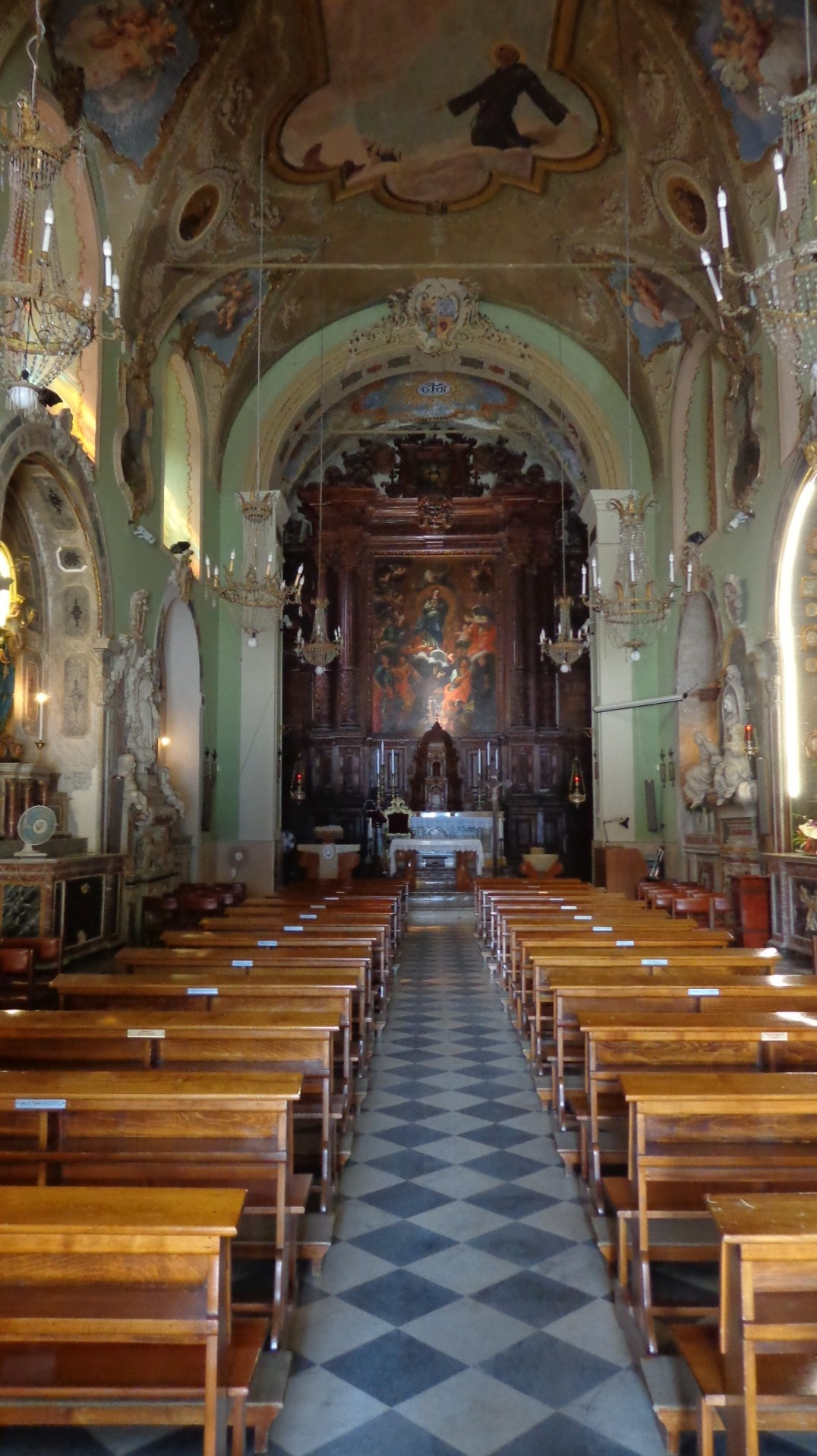
Navata
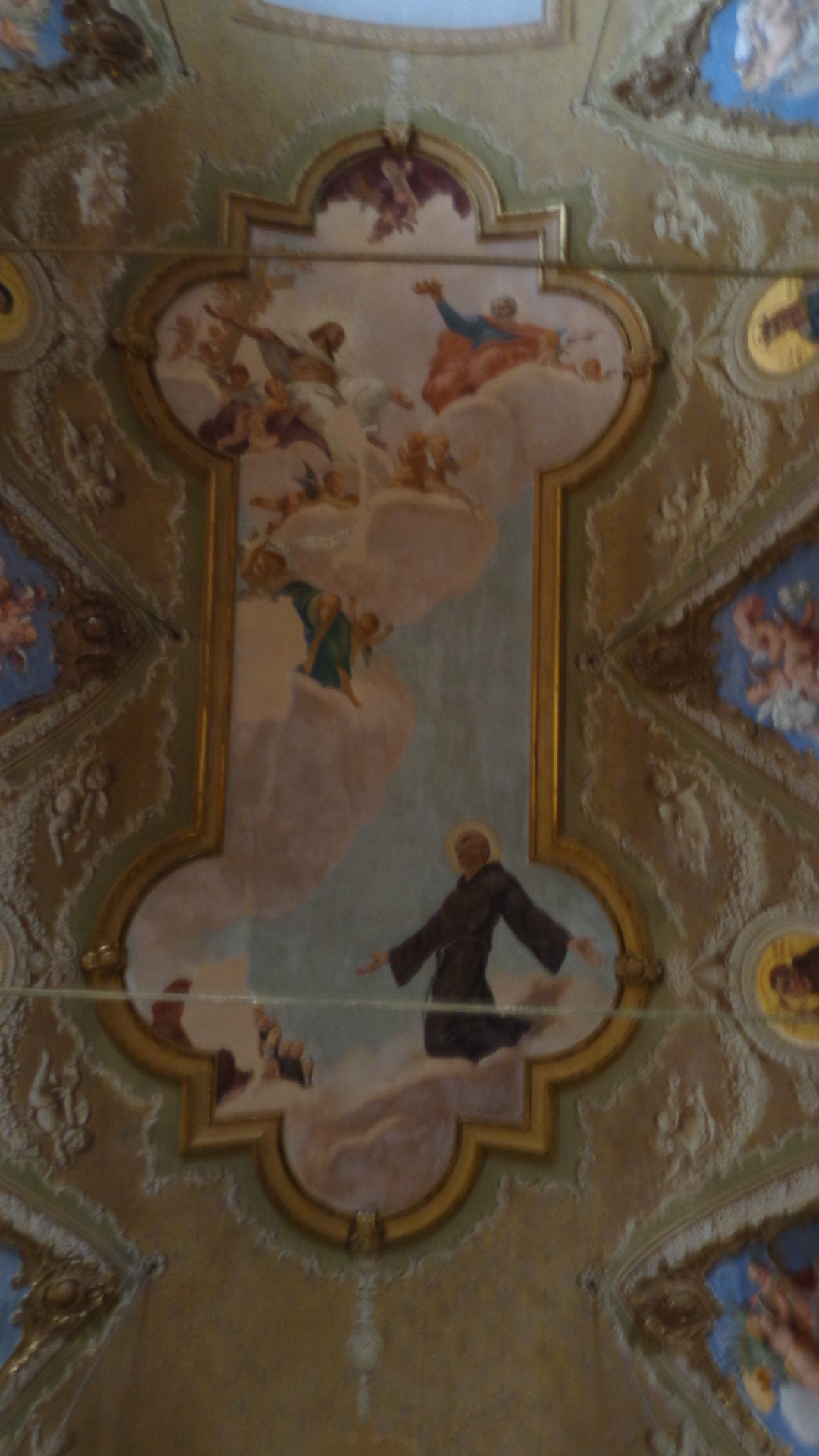
Affreschi volta
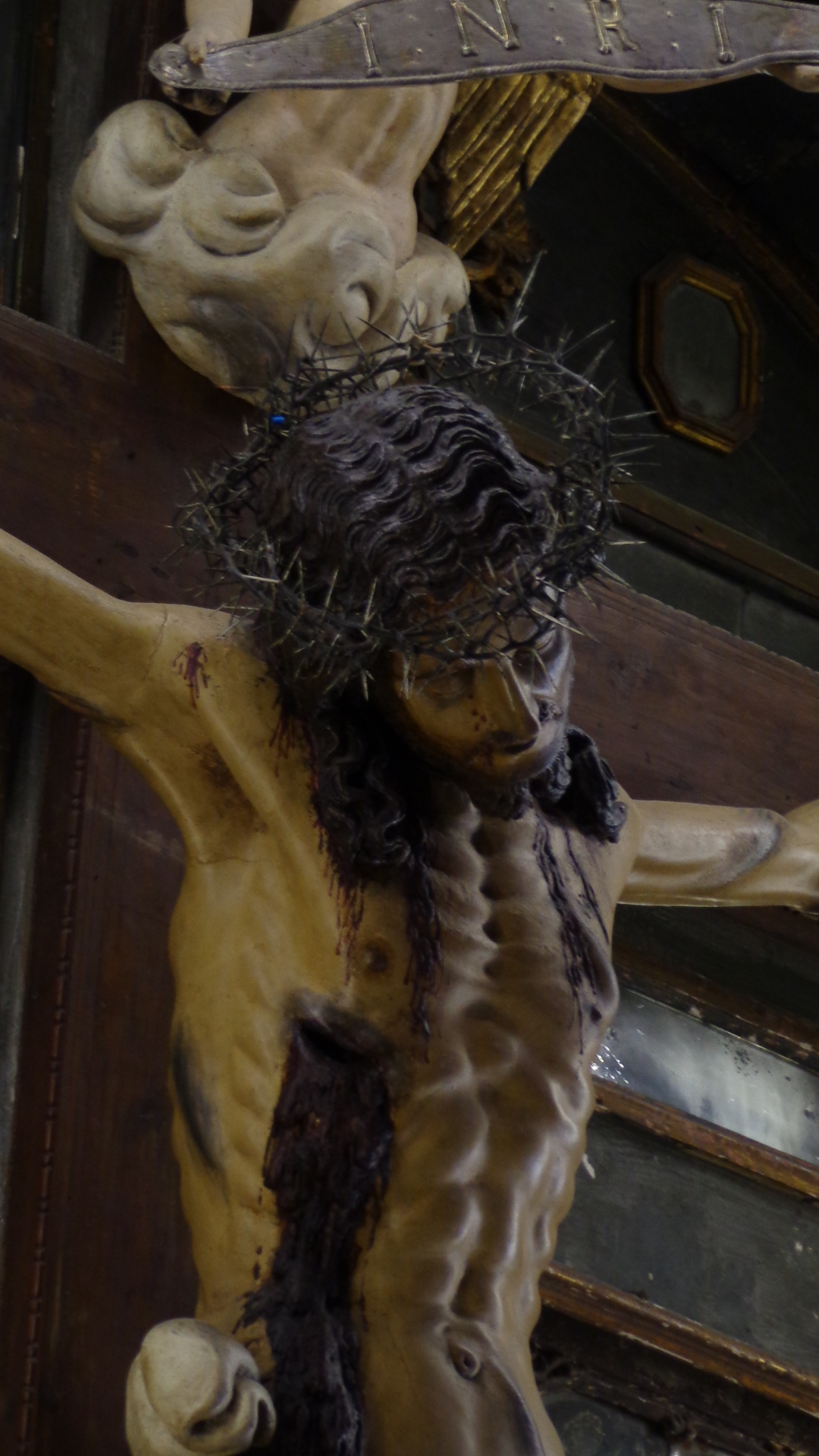
Crocifisso dettaglio
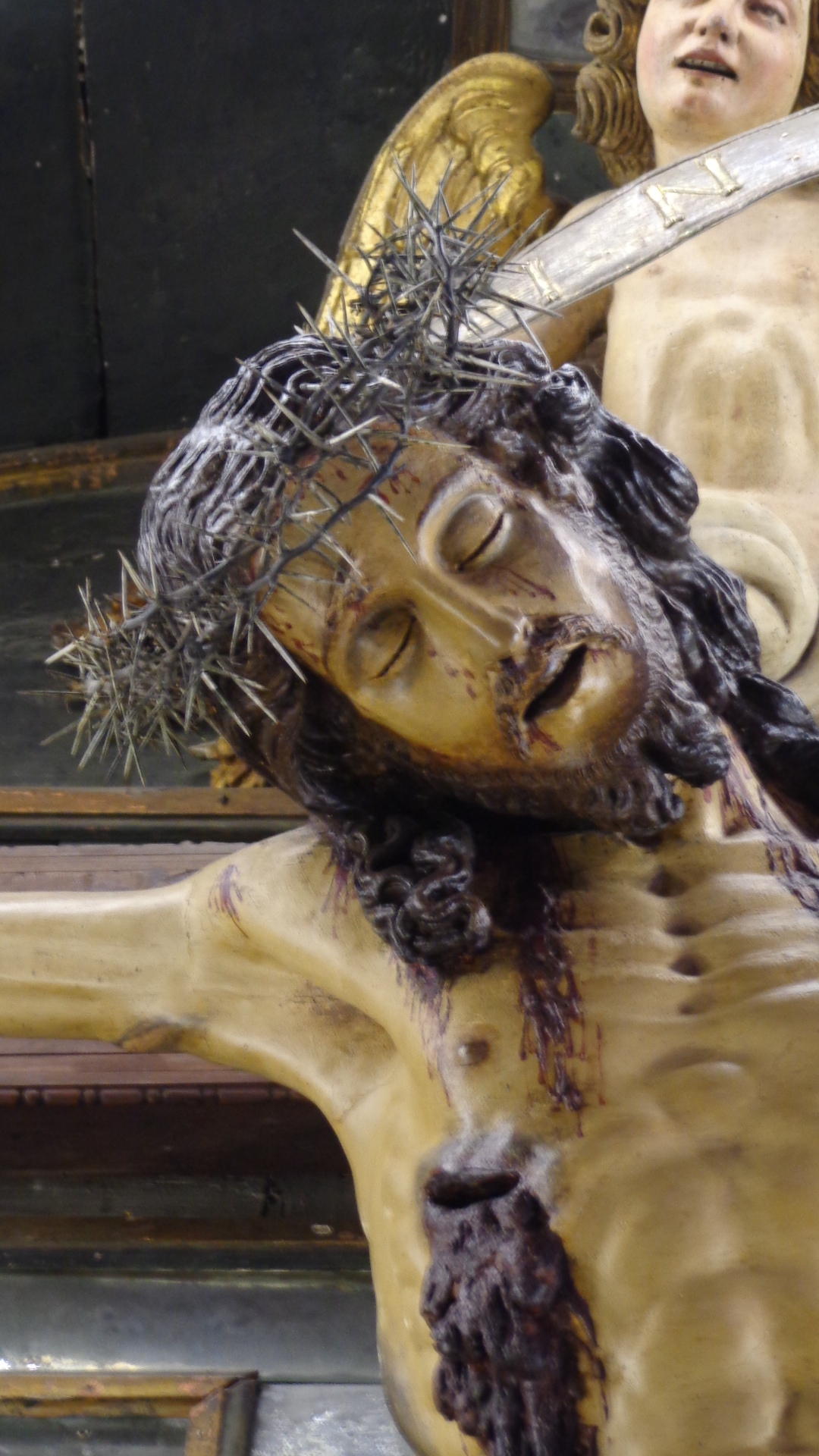
Crocifisso dettaglio
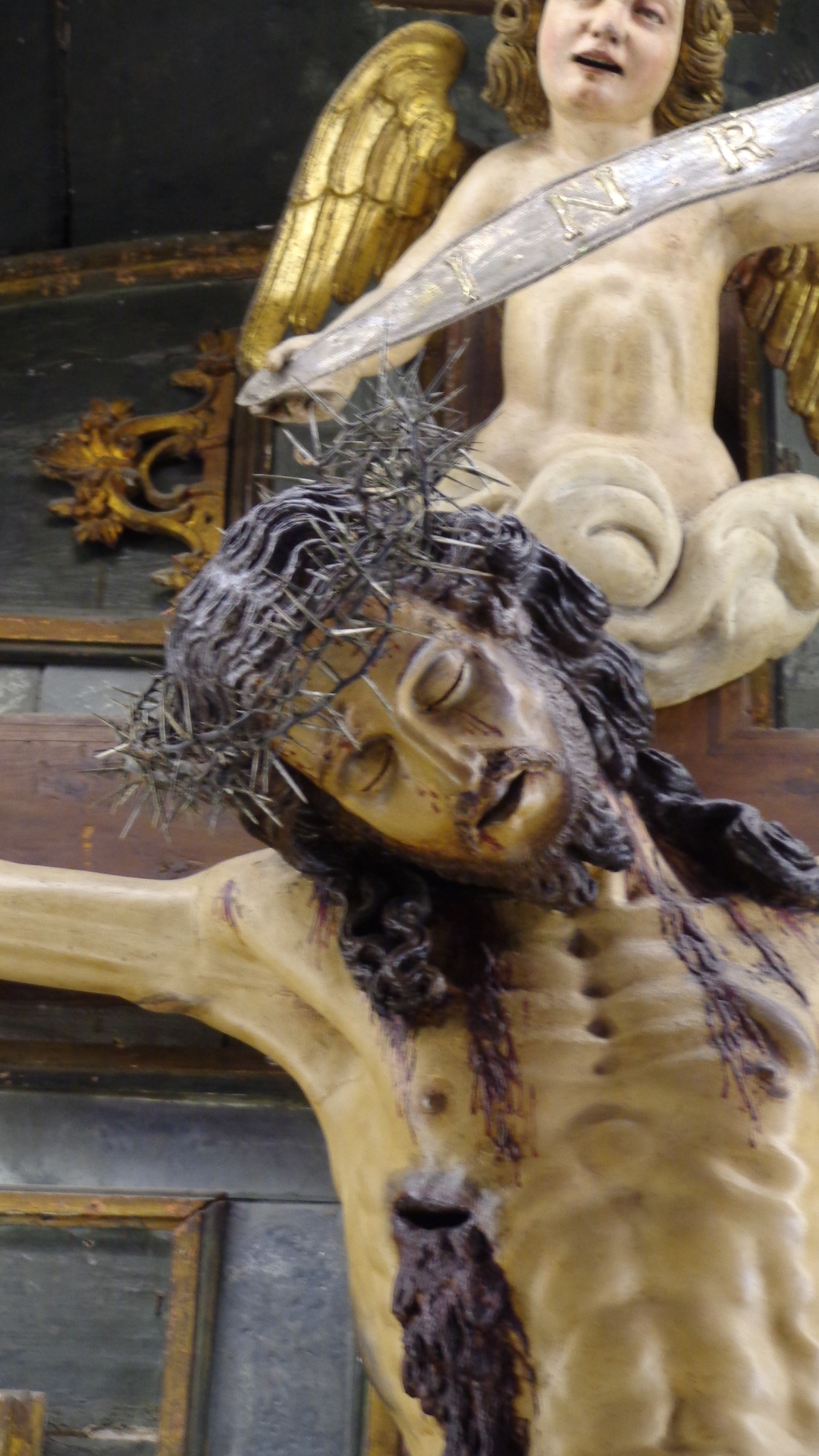
Crocifisso dettaglio
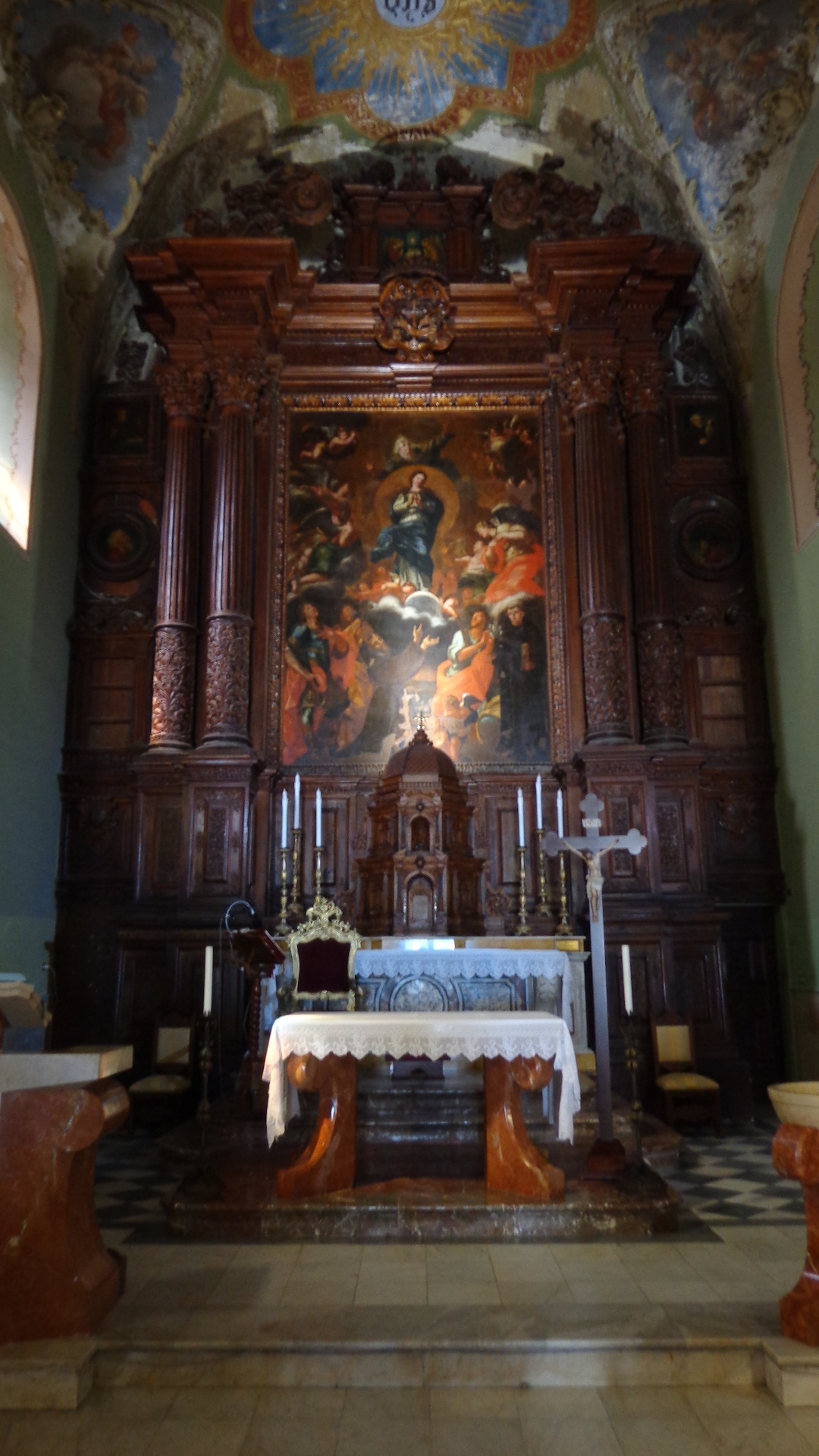
Altare
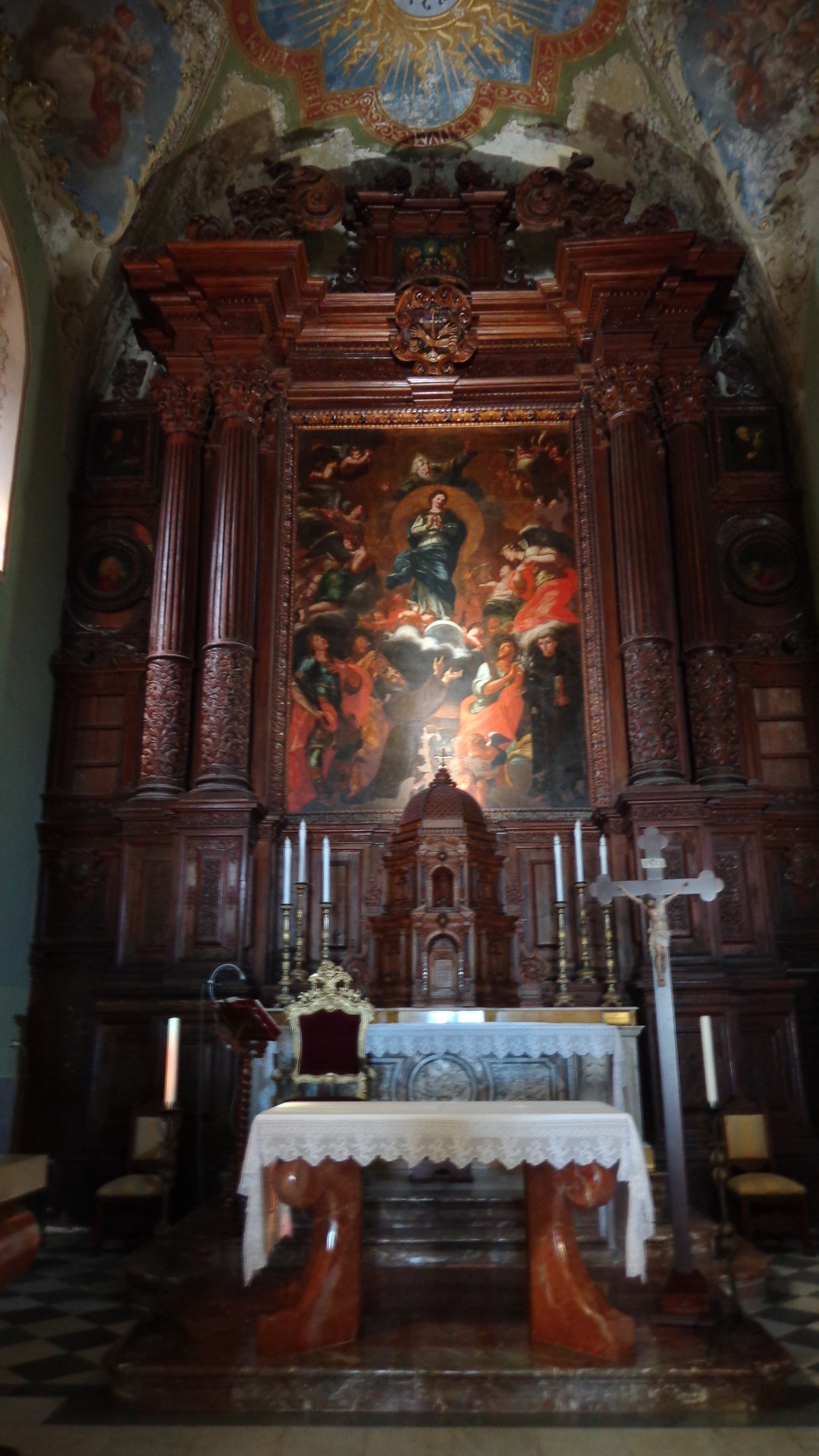
Altare
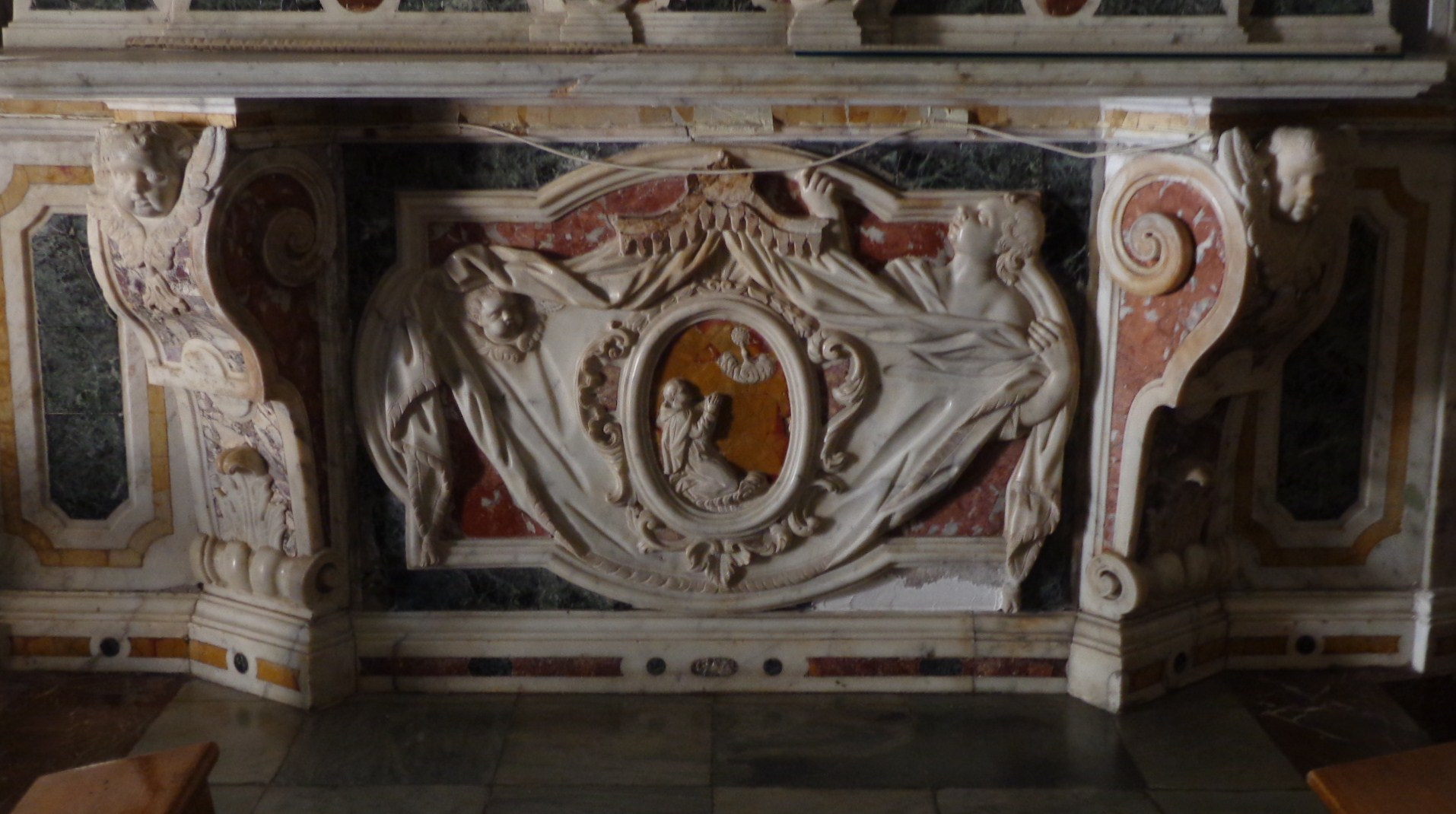
Paliotto
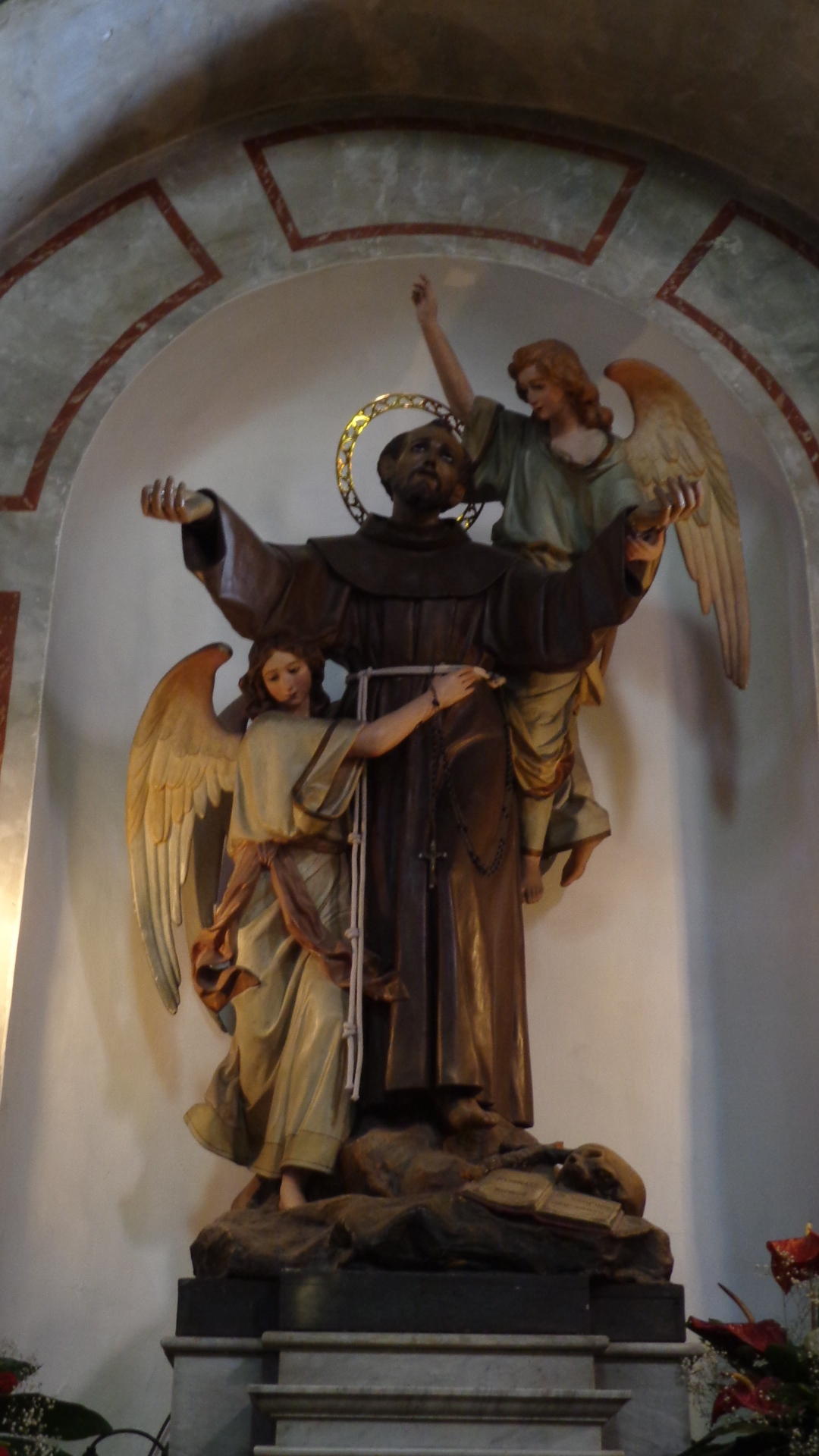
Statua di San Francesco d'Assisi